# Scudo di Whipple
Lo scudo di Whipple (dall'inventore Fred Lawrence Whipple) è uno scudo utilizzato per proteggere veicoli e stazioni spaziali dall'impatto di micrometeoriti e detriti spaziali, la cui velocità orbitale è solitamente compresa fra 3 e 18 chilometri al secondo. Lo scudo di Whipple è costituito da una serie di sottili pannelli posti a distanza dall'oggetto protetto. Lo scopo dello scudo è frammentare l'oggetto impattante così da disperderne l'energia fra lo scudo ed il bersaglio. Un esempio analogo è costituito dal giubbotto antiproiettile che segue il medesimo principio.
Esistono vari tipi di scudo di Whipple: scudo ad impatto multiplo (usati ad esempio sulla sonda Stardust). Gli scudi di Whipple che contengono del materiale di riempimento fra i pannelli rigidi sono chiamati scudi di Whipple ripieni Il materiale riempitivo è solitamente costituito da kevlar o ossido di alluminio. Lo scudo è studiato per minimizzare il più possibile la massa pur mantenendo le sue capacità protettive. Sulla stazione spaziale internazionale sono presenti più di 100 tipi differenti di scudi. Le aree più importanti sono dotate di scudi più sicuri.